# 1992 (serie de televisión italiana)
1992 (o Millenovecento novanta due) es una serie de televisión de drama político italiano creada por Alessandro Fabbri, Ludovica Rampoldi, Stefano Sardo y basada en una idea de Stefano Accorsi. La primera temporada, que comprende diez episodios, se estrenó el 24 de marzo de 2015 en los canales Sky Italia y Sky Cinema 1 de la televisión de pago. La serie estrenó una segunda temporada, 1993, en 2017 y se espera una tercera, 1994, que ponga fin a la trilogía.
Situada en Roma, Milán y diferentes ciudades italianas, la serie de televisión ofrece una historia emocionante después de seis personas cuyas vidas se entrelazan con el cambiante panorama político de principios de la década de 1990, durante el cual Italia se vio afectada por la investigación «Manos Limpias» sobre corrupción política. Posteriormente, esto condujo al final de la "Primera República", así como a la terminación de varios partidos políticos italianos, que crearon el sistema democrático italiano después de la Segunda Guerra Mundial. Este controvertido período en Italia resultó en el suicidio de varias figuras políticas.

## Sinopsis
En 1992, los fiscales en Milán lanzan la investigación Mani pulite sobre la corrupción política en Italia. Leonardo Notte (Stefano Accorsi), un hábil publicista egoísta que solo cree en sí mismo, se aprovecha para desentrañar el escándalo. Atrapada en la investigación está Michele Mainaghi (Tommaso Ragno), un magnate farmacéutico milanés cuya firma vendió sangre contaminada que infectó al joven policía Luca Pastore (Domenico Diele) con SIDA. Pastore, parte del equipo de investigación de Antonio di Pietro, busca venganza y se une a Rocco Venturi (Alessandro Roja), otro policía con un lado oscuro. Mientras tanto, la amante de Mainaghi, Veronica Castello (Miriam Leone), busca una carrera en televisión y regresa a Notte después de que Mainaghi es deshonrado. El fiel veterano de la Guerra del Golfo, Pietro Bosco (Guido Caprino) se lanza a la pelea y salva la vida de un hombre que resulta ser uno de los líderes del nuevo partido Lega Nord, y se encuentra rápidamente entre los candidatos parlamentarios del partido. Veronica, inicialmente con la intención de usarlo para impulsar su carrera televisiva, en su lugar se enamora de él; los dos comienzan a planear una vida juntos. Sin embargo, Pietro descubre que tiene que traicionar a sus amigos y convicciones si quiere continuar su carrera política y, sobre todo, formar una familia con Veronica.

## Reparto
- Stefano Accorsi como Leonardo Notte, responsable de marketing en un canal de televisión italiano.
- Guido Caprino como Pietro Bosco, un veterano de 33 años de la Guerra del Golfo, elegido en el parlamento italiano con Lega Nord.
- Domenico Diele como Luca Pastore, un oficial de la policía judicial, trabaja codo con codo con el fiscal inconformista Antonio Di Pietro.
- Tea Falco como Beatrice "Bibi" Mainaghi.
- Miriam Leone como Veronica Castello.
- Alessandro Roja como Rocco Venturi.

### Personajes secundarios
- Fabrizio Contri como Marcello Dell'Utri.
- Giuseppe Cederna como Francesco Saverio Borrelli.
- Antonio Gerardi como Antonio Di Pietro.
- Pietro Ragusa como Gherardo Colombo.
- Natalino Balasso como Piercamillo Davigo.
- Massimo Wertmüller como Mario Segni.

## Acogida
La serie fue presentada en el Festival Internacional de Cine de Berlín y fue bien recibida por la prensa internacional, incluyendo Variety y Le Monde. La revista Cinemanía elogió la serie, calificándola como una de las mejores de 2015 y elogiando su guion "brillante, sólido, complejo, explicativo sin renunciar a la carga dramática y cuya mayor virtud, la libertad narrativa, consiguieron siguiendo una máxima básica: los protagonistas de la serie no son personajes reales sino inventados". Finalmente concluye que "lo interesante de 1992 es que no se limita a retratar el desmoronamiento de la Primera Republica italiana, cuyos cimientos sacudió la investigación de Di Pietro, sino que apunta sin discreción al efecto colateral más obvio de aquella debacle moral: la ascensión de un por entonces amado magnate de los negocios apellidado Berlusconi y el posterior nacimiento de Forza Italia".
The Guardian, en su reseña sobre la serie, opinó que 1992 es una "aterradora y aleccionadora historia de antipolítica". En su reseña explicó que fue "grabada cinematográficamente, los tonos sombríos y descoloridos de 1992 y el trabajo de cámara en sombras reflejan las ambiciones venales que parecen esconderse debajo de cada superficie elegante. Pero no hay una brújula moral: al espectador nunca se le da una conferencia. Incluso la mafia es representada como una cara más del capitalismo. Con todo esto vienen actuaciones al mando, una banda sonora que ancla convincentemente la serie a principios de la década de 1990 (Teenage Fanclub, Primal Scream, REM, Slint) y detalles de época magníficamente observados (pantalones de cintura alta, cómicos y cómodos teléfonos móviles y, por supuesto, trabajadores fumando en sus escritorios)".
La Repubblica, por su parte, aseguró en su reseña que "la ficción italiana está cambiando, esta serie da un paso adelante en la estructura y el lenguaje". Corriere della Sera recogió las grandes expectativas de 1992 antes y después de su estreno en la televisión italiana, y comparó las previsiones con otra serie italiana de gran éxito internacional, Gomorra.
El diario francés Le Figaro publicó una reseña positiva de la serie en la que recomienda ver la serie por cinco motivos. El periódico galo considera 1992 "totalmente romántico, elegante y oscuro, la ficción juega más la carta del thriller que el documental. Esta elabora los destinos con un verdadero sentido del ritmo y la narración, muestra Milán o Roma al estilo de las ciudades estadounidenses... Difícil de superar después del primer episodio de esta serie de diez. Le Monde destacó la producción de la serie en su reseña positiva, en la que escribió: "Para dar unidad y consistencia a la bella realización de los diez episodios, la producción ha optado por un método de fabricación bastante similar al de los estadounidenses. Así, los tres autores "jóvenes" de 1992 (de 36 y 43 años), Alessandro Fabbri, Ludovica Rampoldi y Stefano Sardo, pudieron seguir de la A a la Z el desarrollo de su serie, algo todavía raro en Italia. Los tres ya están trabajando en 1993".
El productor de la serie Lorenzo Mieli y Andrea Scrosati, directora de la sección de entretenimiento, cine y noticias de Sky, han anunciado que 1992 será seguido por otras dos series de televisión, tituladas 1993 y 1994, respectivamente.